# Saint-Barthélemy, Haute-Saône
Saint-Barthélemy är en kommun i departementet Haute-Saône i regionen Bourgogne-Franche-Comté i östra Frankrike. Kommunen ligger i kantonen Mélisey som tillhör arrondissementet Lure. År 2022 hade Saint-Barthélemy 1 091 invånare.

## Befolkningsutveckling
Antalet invånare i kommunen Saint-Barthélemy
| Referens: INSEE |